# Büchlenberg
Büchlenberg (westallgäuerisch: Bichləberg, Bichləberg nüf) ist ein Gemeindeteil der Gemeinde Maierhöfen im bayerisch-schwäbischen Landkreis Lindau (Bodensee).

## Geographie
Der Weiler liegt circa 1,5 Kilometer östlich des Hauptorts Maierhöfen und zählt zur Region Westallgäu.

## Ortsname
Der Ortsname bezieht sich auf den Personen(kose)namen Düchtle und bedeutet (Siedlung am) Berg des Düchtle.

## Geschichte
Durch den heutigen Ort führte einst die Römerstraße Kempten–Bregenz. Büchlenberg wurde erstmals im Jahr 1539 als Dúchtlenberg   urkundlich erwähnt. 1818 wurden vier Wohngebäude im Ort gezählt. Der Ort gehörte einst zum Gericht Grünenbach in der Herrschaft Bregenz.